# Слинки
Слинки — игрушка-пружина, созданная в США Ричардом Джеймсом в начале 1940-х годов. Эта игрушка может выполнять ряд трюков, в том числе перемещаться по ступеням из конца в конец, когда он растягивается и преобразуется с помощью силы тяжести и собственного импульса и будто левитирует в течение некоторого времени после того, когда его уронили. Эти интересные характеристики способствовали его успеху в качестве игрушки на его родине, в Соединённых Штатах, в результате чего появилось много популярных игрушек с обтягивающими компонентами в широком диапазоне стран.

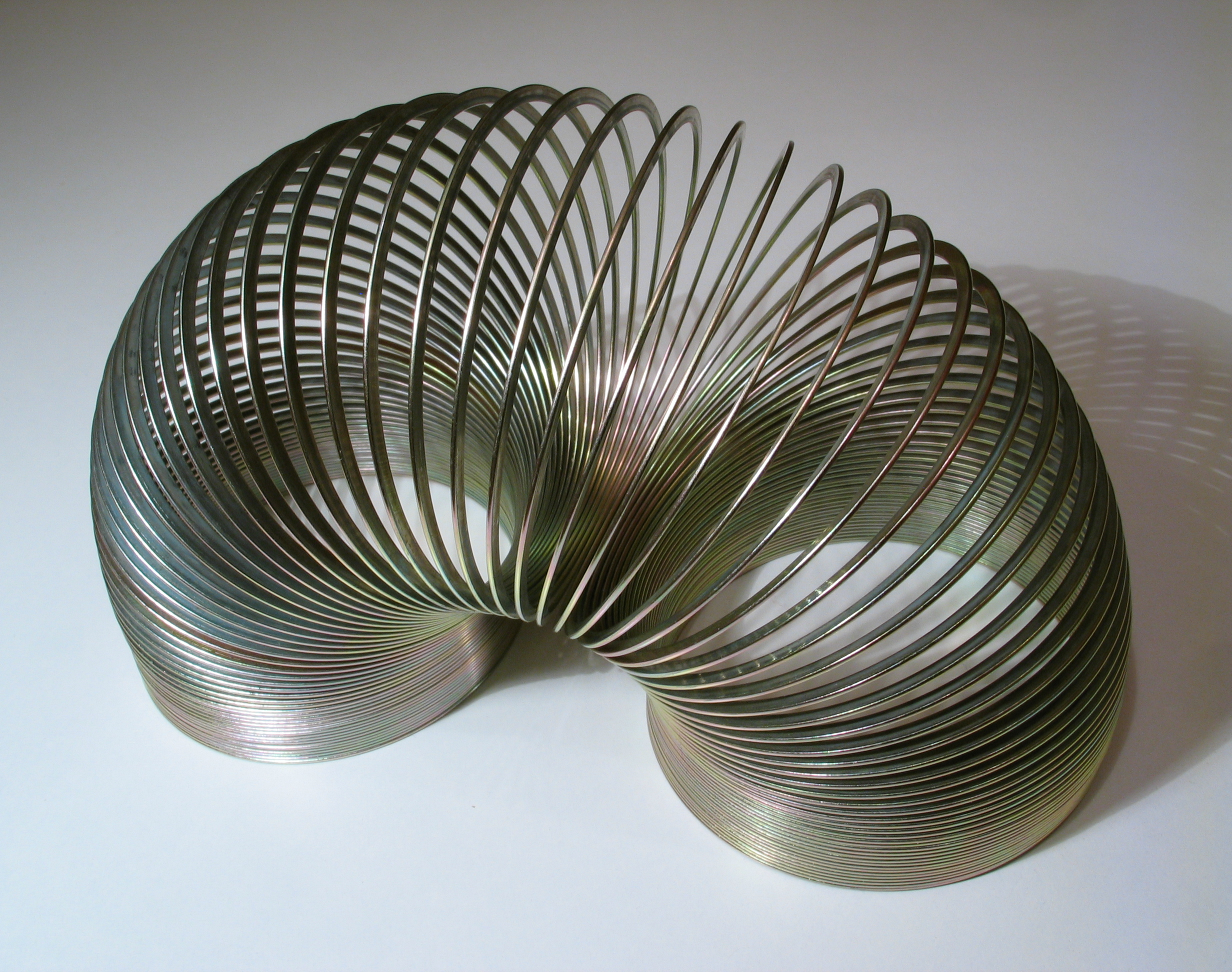
Первоначальный, металлический, вариант

## История
Слинки был изобретён и разработан Ричардом Джеймсом в 1943 году и демонстрировался в универмаге Gimbels (англ.) в Филадельфии в ноябре 1945 года. 400 игрушек были раскуплены за 90 минут, став хитом продаж. Джеймс и его жена Бетти основали компанию James Industries в Клифтон-Хайтс (англ., штат Пенсильвания) для производства игрушек слинки и нескольких похожих игрушек, таких как «слинки Дог и Сьюзи» (Slinky Dog and Suzie), «слинки Уорм» (Slinky Worm). В 1960 году жена Джеймса Бетти стала президентом James Industries, а в 1964-м перенесла производство обратно в Холлидейсберг (англ., штат Пенсильвания). В 1998 году Бетти Джеймс продала свою компанию компании Poof Products, Inc.
Первоначально слинки стоил 1 доллар, но многие платили гораздо больше из-за роста цен на пружинную сталь по всему штату Пенсильвания; однако на протяжении всей своей истории он продавался по умеренной цене из-за заботы Бетти Джеймс о доступности игрушки для бедных покупателей. В игровой комнате слинки использовался не как игрушка: он использовался в школах в качестве учебного пособия, в военное время в качестве радиоантенны и в физических экспериментах НАСА. В 2000 году слинки введён в Национальный зал славы игрушек в Рочестере (штат Нью-Йорк). В 2003 году слинки включён в список «Век игрушек» Ассоциации производителей игрушек. За первые 60 лет было продано 300 миллионов единиц слинки.

### Создание
В 1943 году Ричард Т. Джеймс, инженер-механик ВМС, работавший на верфях William Cramp & Sons в Филадельфии, разрабатывал пружины, которые могли бы поддерживать и стабилизировать чувствительные приборы на борту судна в условиях бурного моря. Джеймс случайно сбил одну из пружин с полки и наблюдал, как пружина, описав серию дугообразных движений, переместилась на стопку книг, на столешницу и на пол, где она снова свернулась и встала вертикально. Жена Джеймса Бетти позже вспоминала: "Он пришел домой и сказал: "Я думаю, если я получу правильное свойство стали и правильное натяжение, я смогу заставить ее ходить ". Джеймс экспериментировал с различными виды стальной проволоки в течение следующего года, и, наконец, нашли пружину, которая могла бы ходить. Бетти сначала сомневалась, но изменила свое мнение после того, как игрушка была доработана и соседские дети проявили к ней повышенный интерес. Она назвала игрушку Слинки (что означает «гладкая и изящная»), после того, как нашла это слово в словаре и решила, что это слово точно описывает звук металлической пружины, расширяющейся и сжимающейся.
Получив ссуду в 500 долларов, пара основала компанию James Industries (первоначально James Spring & Wire Company), у которой было 400 единиц Slinky, изготовленных в местной механической мастерской, завернутых вручную в желтую бумагу, по цене 1 доллар за штуку. Каждый был Высотой 2+12 дюйма (64 мм) и включал 98 катушек высококачественной сине-черной шведской стали. У Джеймсов были трудности с продажей Слинки в магазины игрушек, но в ноябре 1945 года им было предоставлено разрешение установить наклонную плоскость в отделе игрушек универмага Gimbels в Филадельфии для демонстрации игрушки. Slinky стал хитом, и первые 400 единиц были проданы в течение девяноста минут. В 1946 году Слинки был представлен на Американской ярмарке игрушек.

### Последующие события
Ричард Джеймс открыл магазин в Олбани, штат Нью-Йорк, после разработки машины, которая могла производить Слинки за считанные секунды. Игрушка была упакована в коробку с черными буквами, а реклама пропитала Америку. Джеймс часто появлялся в телевизионных шоу для продвижения Слинки. В 1952 году дебютировала собака Слинки. Другие игрушки Слинки, представленные в 1950-х годах, включали в себя локомотив Slinky train Loco, червячка Slinky Сьюзи и очки Slinky Crazy Eyes, в которых вместо прорезей для глаз надеваются Слинки, прикрепленные к пластиковым глазным яблокам. James Industries выдала лицензию на патент (2 415 012 долларовСША) нескольким другим производителям, включая Wilkening Mfg. Co. из Филадельфии и Торонто, которые производили игрушки с пружинным центром, такие как прыгающая лягушка мистера Виггла и ковбой мистера Виггла. За первые 10 лет существования James Industries продала 100 миллионов Слинков (по 1 доллару за штуку, что эквивалентно 6 миллиардам долларов с поправкой на инфляцию валового дохода за эти 5 лет).
В 1960 году Ричард Джеймс покинул компанию после того, как его жена подала на развод, и он стал евангельским миссионером в Боливии с переводчиками Библии Уиклифф. Бетти Джеймс управляла компанией, жонглировала кредиторами и в 1964 году перевела компанию в Холлидейсбург, штат Пенсильвания. Ричард Джеймс умер в 1974 году. Компания и ее продуктовая линейка расширились под руководством Бетти Джеймс. В 1995 году она объяснила успех игрушки Associated Press словами: «Все дело в ее простоте».
Бетти Джеймс настояла на том, чтобы оригинальный Slinky оставался доступным. В 1996 году, когда цена колебалась от 1,89 до 2,69 доллара, она сказала New York Times: «У стольких детей не может быть дорогих игрушек, и я чувствую перед ними настоящий долг. Я прихожу в ужас, когда иду за рождественскими покупками, а 60-80 долларов за игрушку — это ничто.» В 2008 году Слинки стоили от 4 до 5 долларов, а собаки Слинки — около 20 долларов.
В 1998 году James Industries была продана компании Poof Products, Inc. из Плимута, штат Мичиган, производителю пенопластовых спортивных мячей. Производство Slinky продолжилось в Холлидейсбурге. В 2003 году James Industries объединилась с Poof Products, Inc., чтобы создать Poof-Slinky, Inc.
Бетти Джеймс умерла от застойной сердечной недостаточности в ноябре 2008 года в возрасте 90 лет, после того как занимала пост президента James Industries с 1960 по 1998 год. С 1945 по 2005 год было продано более 300 миллионов Slinky, и оригинальный Slinky до сих пор является бестселлером.
В июле 2012 года Poof-Slinky, Inc. была приобретена частной инвестиционной компанией Propel Equity Partners. В 2014 году Propel Equity Partners объединила Poof-Slinky® и несколько других брендов игрушек в Alex Brands™.
В июле 2020 года бренд Slinky был продан компании Just Play.

## Свойства
Изначально делалась из чёрного металла (выпускается до сих пор как ретро-издание, по размеру меньше современной). Её можно перекидывать из руки в руку и тем самым успокаивать нервы. Также она умеет «шагать» вниз по ступенькам. Настоящая пружинка слинки до сих пор производится только в США и бывает только круглой формы. Пластиковые слинки производятся из цветного пластика, а металлические окрашиваются по специальной технологии. Также производится меньший по размеру вариант в ретроупаковке из неокрашенного металла (Слинки-гигант также не окрашена) и специальное издание с покрытием из 14-каратного золота. Металлические пружинки бывают только одного цвета, пластиковые имеют одноцветную, двухцветную (праздничная серия и серия Neon) и радужную расцветки. Пластиковые одноцветные пружинки бывают и из прозрачного материала (в том числе светящиеся при игре).
В России игрушка известна в первую очередь по распространённым в 1990-е годы многочисленным подделкам из Юго-Восточной Азии (не только круглым, но и в форме сердечек, звёздочек и бабочек), окрашенным в цвета радуги (отсюда в России популярно другое название игрушки — «Радуга»). Круглая форма оригинальной слинки обусловлена тем, что пружина другой формы не умеет «шагать» ровно по лестнице, поэтому с ней не так интересно играть.
Название «Слинки» отсылает к самой первой оригинальной игрушке, которая так и называлась. Название появилось от ассоциаций со словами «гладкий» и «изящный» («sleek and graceful»).

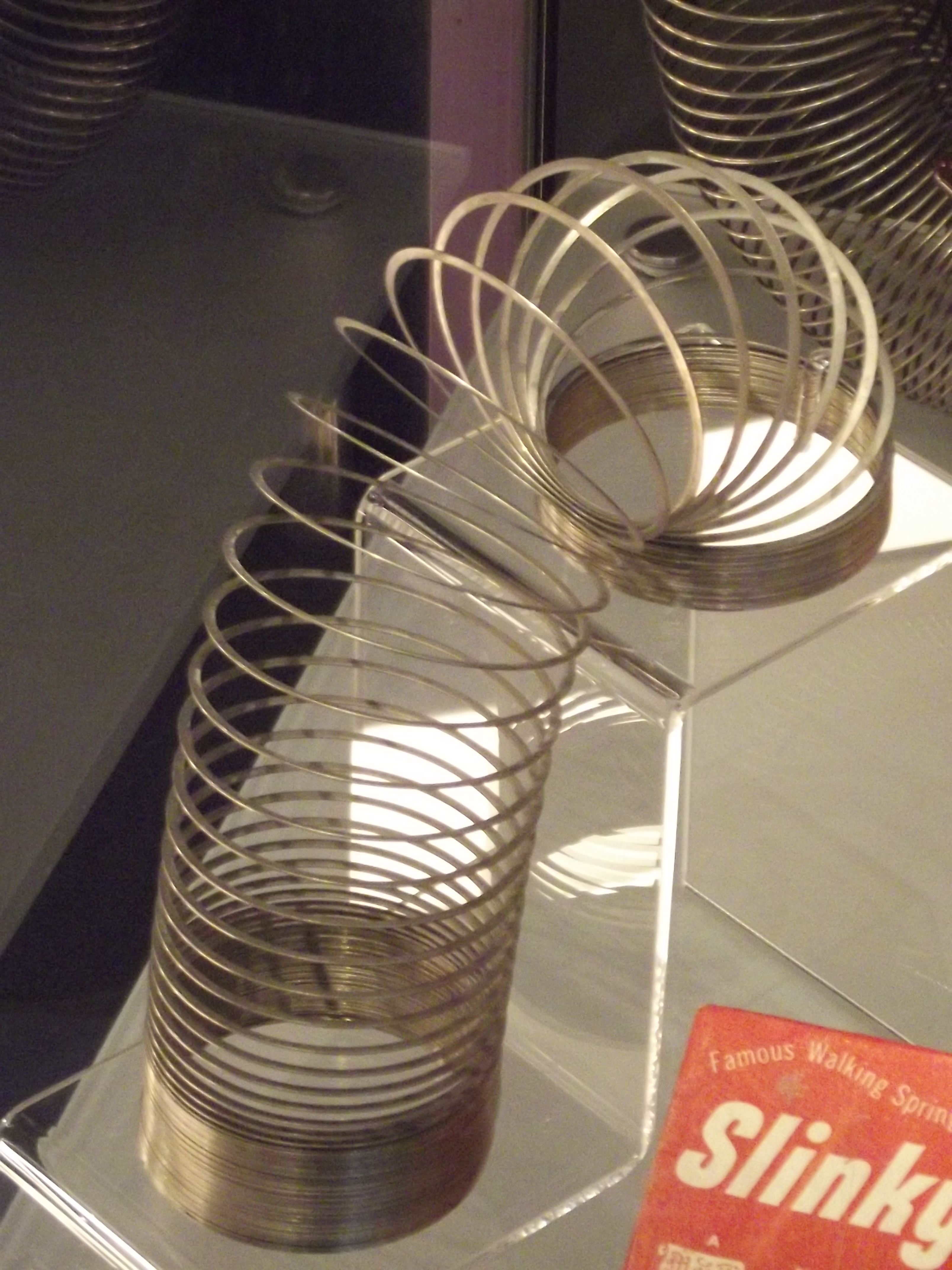